# Сер Лоуренс Мербері

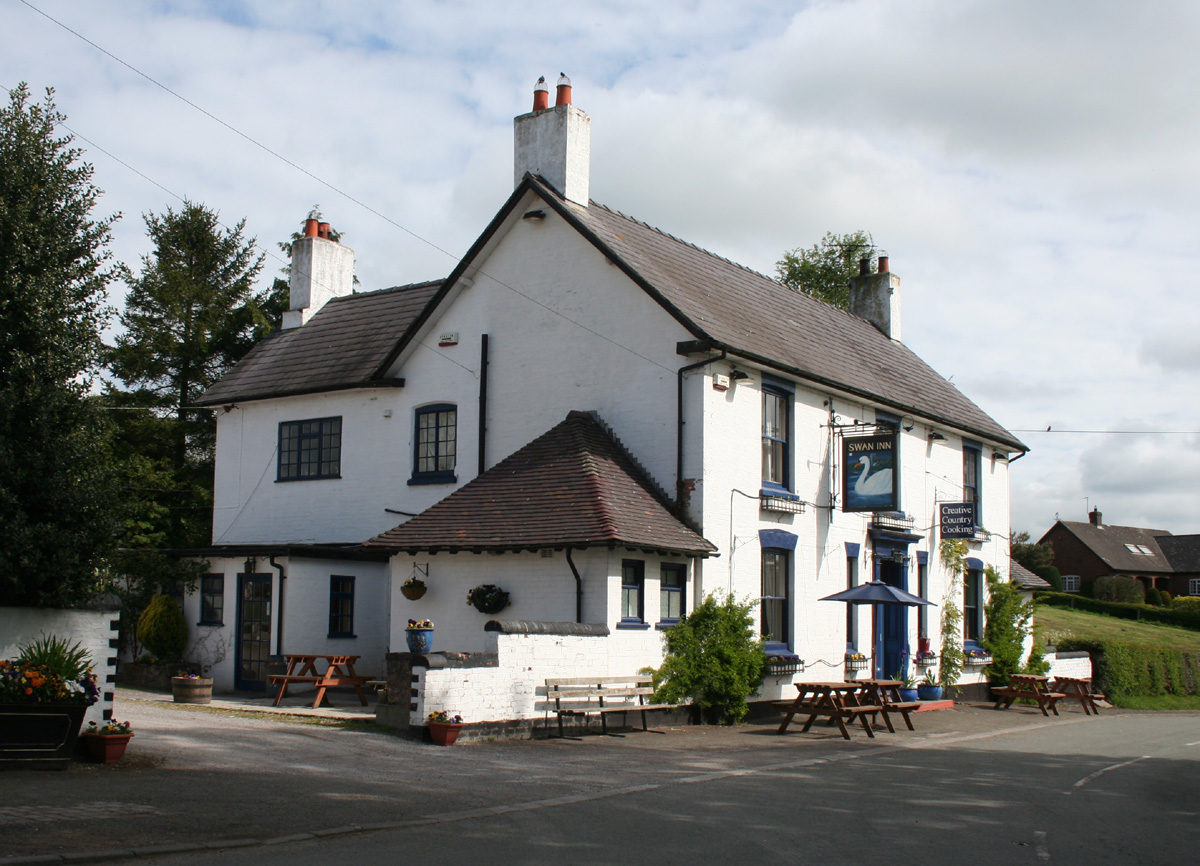
Маєток Мербері – сучасний вигляд.

Герб графів Шрусбері.

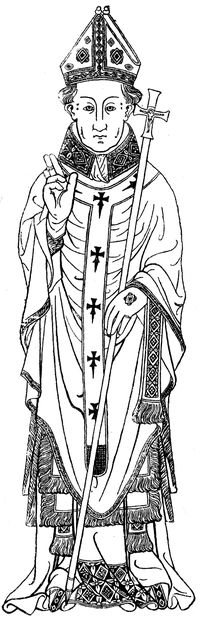
Томас Кренлі (бл. 1340 – 1417). Малюнок, що зроблений в Оксфорді близько 1400 року.

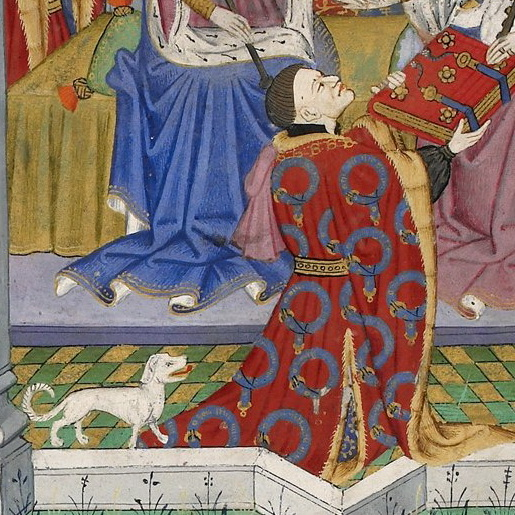
Джон Телбот (1387 - 1453), І граф Шрусбері.

Сер Лоуренс Мербері (англ. - Sir Laurence Merbury) (помер після 1423 року) – ірландський державний діяч, політик англійського походження, володів посадами скарбника Ірландії та  заступника лорд-канцлера Ірландії.

## Життєпис

### Походження
Сер Лоуренс Мербері народився в Мербері, Чешир, Англія. Він був одним із трьох синів сера Томаса Мербері, що також мав маєтки в Ноттінгемширі. Родина Телбот, що отримала титул графа Шрусбері, володіла титулом лорда маєтку Мербері. Лоуренс Мербері завжди був затятим прихильником Телботів (Тальботів) у політиці. Він був братом Джона Мербері (помер у 1437 р.), депутата парламенту від Герефордширу, та Ніколаса Мербері (помер у 1421 р.), генерал-майстра артилерії та головного дворецького Англії.

### Ранні роки
Лоуренс Мербері служив верховним шерифом графства Чешир у 1412 році. Він користувався королівською прихильністю ще в 1399 році, про нього писали як про «довічного васала» англійської корони. Його брат Ніколас, з іншого боку, вважався ворогом короля Генріха IV у перші роки його правління, але примирився з королем у 1402 році.

### Кар’єра в Ірландії
Лоуренсу Мербері було надано ренту від митниці Дрогеда, Ірландія. Вперше про нього почули в Ірландії в 1402 році, коли він служив скарбником Ірландії. З 1403 по 1410 рік він часто виконував обов’язки заступника лорда-канцлера Томаса Кренлі, що часто не міг виконувати свої обов’язки лорд-канцлера через старість, погане здоров’я чи тиск справ та оточення. У 1417 році він знову виконував обов’язки заступника лорд-канцлера Ірландії, а в 1412 – 1413 роках був скарбником Ірландії. Історик О’Фланаган припускає, що його послужний список вельми сумнівний: коли Томаса Кренлі попросили представити доповідь Короні про стан справ уряду в Ірландії, Лоуренс Мербері пішов на конфлікт, відмовившись прикріпити до цього документу Велику Державну Печатку Ірландії, очевидно, на тій підставі, що деякі зі скарг були спрямовані проти нього особисто. Томасу Кренлі протистояла «Ірландська патріотична партія» на чолі з могутнім IV графом Ормонд. Декількох її прибічників Телбот звинувачував у «державній зраді». Тим часом сер Лоуренс Мербері відмовився везти «Меморандум про скарги» до Лондона. Як виконуючий обов’язки лорд-канцлера Ірландії, сер Лоуренс Мербері  володів Великою Державною Печаткою Ірландії з відповідними повноваженнями. Томас Кренлі завжди підтримував англійського віце-короля Ірландії. У 1420 році Лоуренс Мербері став свідком хартії, якою король Генріх V гарантував свободи громадянам Дубліна.

### Конфлікт
Отвей-Рутвен припускає, що він став жертвою ворожнечі між Батлером і Телботом, яка домінувала в ірландській політиці майже тридцять років. Ворожнеча призвела до того, що практично всі ірландські громадські діячі підтримали або родину Батлерів, яку очолював Джеймс Батлер, IV граф Ормонд, або родину Телбот, очолювану Джоном Телботом, І графом Шрусбері та його братом Річардом Телботом, архієпископом Дубліна. Лоуренс Мербері був прихильником Телботів (оскільки він виріс у маєтку Телботів), і був підданий переслідуванням з боку фракції Ормонда, включаючи Джеймса Корнуолша, головного барона казначейства Ірландії, якого Лоуренс Мербері звинуватив у грубому наклепі на нього перед Таємною Радою Англії. Корнуолша на деякий час було відсторонено від посади, але той факт, що Лоуренс Мербері покинув Ірландію невдовзі після цього, свідчить про те, що він не зміг протистояти нападкам на його чесність, незалежно від того, виправданими вони були чи ні.

### Спадкоємці
Мало що відомо про його пізні роки: він, ймовірно, помер у 1437 році, оскільки він не згадується в заповіті його братів Джона того ж року. Сам Лоуренс успадкував маєтки свого брата Ніколаса після смерті останнього в 1421 році. Оскільки Лоуренс, очевидно, не мав дітей, імовірно його маєтки перейшли до доньки Джона та спадкоємиці Єлизавети та її чоловіка сера Волтера Деверо, майбутнього лорд-канцлера Ірландії. Їхні нащадки носили титул барона Феррера з Чартлі.